# Хуан Карлос Варела
Хуан Карлос Варела Родрігес (ісп. Juan Carlos Varela Rodríguez; нар. 12 грудня 1963) — підприємець і політичний діяч держави Панама, президент Республіки Панами (2014—2019).

## Життєпис
Народився 12 грудня 1963 року в м.Панама. Батько — власник заводів з виробництва алкоголю. 1980 року закінчив приватний єзуїтський коледж, 1985 року — Технологічний інститут Джорджії (США). Після цього працював у сімейній компанії «Warela Hermanos S.A.». Був прихильником Панамістської партії, з 2006 р. став її керівником.
В 2009—2014 роках був віце-президентом Панами за президентства Рікардо Мартінеллі, у 2009—2011 ще й міністром закордонних справ Панами. Переміг на президентських виборах 4 травня 2014 року і 1 липня 2014 заступив на посаду президента Панами. Як і його попередники підтримував дипломатичні та економічні стосунки з державою Тайвань, на його інавгурації був присутній тодішній президент Тайваню Ма Ін Цзю.
Однак 13 червня 2017 р. Панама під керівництвом Варели встановила дипломатичні відносини з КНР, відповідно розірвавши їх з Тайванем. 17 — 18 листопада 2017 р. відбувся перший в історії візит президента Панами до КНР.